# Mats Wilander
Mats Wilander (Växjö, 22 de agosto de 1964) es un exjugador profesional de tenis sueco que se mantuvo como N.º 1 en la clasificación mundial de la ATP durante 20 semanas, y fue N.º 1 del circuito del Grand Prix en las temporadas de 1983 y 1988.
A lo largo de su carrera ganó siete torneos individuales del Grand Slam: el Abierto de Australia 1983, 1984 y 1988, el Roland Garros 1982, 1985 y 1988, y el Abierto de Estados Unidos 1988. Es el único tenista masculino junto a Rafael Nadal, Roger Federer y Novak Djokovic en ganar múltiples torneos de Grand Slam en las tres superficies (dura, césped y arcilla). No pudo obtener el Grand Slam de carrera debido a que nunca consiguió triunfar en el Campeonato de Wimbledon, donde nunca llegó más allá de los cuartos de final. Por otra parte, ganó el torneo de dobles masculinos de Wimbledon 1986.
Se le recuerda en especial por el año en que dominó el circuito, 1988, año en el que ganó tres de las cuatro finales del Grand Slam.
Gracias a él, al igual que a Stefan Edberg, Suecia alcanzó siete finales consecutivas de la Copa Davis en la década de 1980.

## Clasificación histórica
| Torneo                | 1980     | 1981     | 1982     | 1983     | 1984  | 1985     | 1986     | 1987     | 1988  | 1989     | 1990     | 1991     | 1992 | 1993     | 1994     | 1995     | 1996 | S/R        | W–L        |
| --------------------- | -------- | -------- | -------- | -------- | ----- | -------- | -------- | -------- | ----- | -------- | -------- | -------- | ---- | -------- | -------- | -------- | ---- | ---------- | ---------- |
| Torneos de Grand Slam |          |          |          |          |       |          |          |          |       |          |          |          |      |          |          |          |      |            |            |
| Open Australia        | A        | 1R       | A        | G        | G     | F        | NH       | A        | G     | 2R       | SF       | 4R       | A    | A        | 4R       | 1R       | A    | 3 / 10     | 36–7       |
| Roland Garros         | A        | A        | G        | F        | SF    | G        | 3R       | F        | G     | CF       | A        | 2R       | A    | A        | 1R       | 2R       | 2R   | 3 / 12     | 47–9       |
| Wimbledon             | A        | 3R       | 4R       | 3R       | 2R    | 1R       | 4R       | CF       | CF    | CF       | A        | A        | A    | A        | A        | 3R       | A    | 0 / 10     | 25–10      |
| US Open               | A        | A        | 4R       | CF       | CF    | SF       | 4R       | F        | G     | 2R       | 1R       | A        | A    | 3R       | 1R       | 2R       | A    | 1 / 12     | 36–11      |
| Win–Loss              | 0–0      | 2–2      | 13–2     | 18–3     | 16–3  | 17–3     | 8–3      | 16–3     | 25–1  | 10–4     | 5–2      | 4–2      | 0–0  | 2–1      | 3–3      | 4–4      | 1–1  | 7 / 44     | 144–37     |
| Year-End Championship |          |          |          |          |       |          |          |          |       |          |          |          |      |          |          |          |      |            |            |
| Tennis Masters Cup    | A        | A        | 1R       | SF       | SF    | CF       | SF       | F        | RR    | A        | A        | A        | A    | A        | A        | A        | A    | 0 / 7      | 9–10       |
| Masters Series        |          |          |          |          |       |          |          |          |       |          |          |          |      |          |          |          |      |            |            |
| Indian Wells          | 1R       | A        | A        | A        | 2R    | 2R       | 1R       | 0 / 4    | 2–4   |          |          |          |      |          |          |          |      |            |            |
| Miami                 | A        | A        | A        | A        | 1R    | CF       | 1R       | 0 / 3    | 4–3   |          |          |          |      |          |          |          |      |            |            |
| Monte Carlo           | A        | 2R       | A        | A        | A     | A        | A        | 0 / 1    | 1–1   |          |          |          |      |          |          |          |      |            |            |
| Roma                  | A        | 1R       | A        | A        | A     | 1R       | A        | 0 / 2    | 0–2   |          |          |          |      |          |          |          |      |            |            |
| Hamburgo              | A        | A        | A        | A        | A     | A        | A        | 0 / 0    | 0–0   |          |          |          |      |          |          |          |      |            |            |
| Montreal              | A        | A        | A        | A        | A     | SF       | A        | 0 / 1    | 4–1   |          |          |          |      |          |          |          |      |            |            |
| Stockholm             | 2R       | A        | A        | A        | A     | A        | A        | 0 / 1    | 1–1   |          |          |          |      |          |          |          |      |            |            |
| Cincinnati            | 2R       | A        | A        | A        | 1R    | 1R       | A        | 0 / 3    | 1–3   |          |          |          |      |          |          |          |      |            |            |
| Paris                 | 1R       | A        | A        | A        | A     | A        | A        | 0 / 1    | 0–1   |          |          |          |      |          |          |          |      |            |            |
| Win–Loss              | 2–4      | 1–2      | 0–0      | 0–0      | 1–3   | 9–5      | 0–2      | 0 / 16   | 13–16 |          |          |          |      |          |          |          |      |            |            |
| JJ. OO.               |          |          |          |          |       |          |          |          |       |          |          |          |      |          |          |          |      |            |            |
| Juegos Olímpicos      | Not Held | Not Held | Not Held | Not Held | A1    | Not Held | Not Held | Not Held | A     | Not Held | Not Held | Not Held | A    | Not Held | Not Held | Not Held | A    | 0 / 0      | 0–0        |
| Estadísticas          |          |          |          |          |       |          |          |          |       |          |          |          |      |          |          |          |      |            |            |
| Torneos Jugados       | 4        | 10       | 20       | 20       | 15    | 20       | 14       | 21       | 14    | 15       | 14       | 10       | 0    | 7        | 20       | 18       | 11   | 233        | 233        |
| Títulos–Finales       | 0–0      | 0–1      | 4–7      | 9–11     | 3–6   | 3–10     | 2–5      | 5–9      | 6–6   | 0–1      | 1–2      | 0–0      | 0–0  | 0–0      | 0–0      | 0–0      | 0–1  | 33–59      | 33–59      |
| Statistics by surface |          |          |          |          |       |          |          |          |       |          |          |          |      |          |          |          |      |            |            |
| Hard W–L              | 0–0      | 3–1      | 20–6     | 23–3     | 14–2  | 13–4     | 21–4     | 15–6     | 29–2  | 8–5      | 15–8     | 5–2      | 0–0  | 2–4      | 10–12    | 14–11    | 0–3  | 192–73 72% | 192–73 72% |
| Clay W–L              | 1–3      | 4–6      | 36–5     | 42–2     | 24–7  | 40–7     | 19–4     | 40–4     | 19–4  | 15–7     | 2–3      | 3–6      | 0–0  | 1–2      | 7–8      | 4–7      | 7–5  | 264–80 77% | 264–80 77% |
| Grass W–L             | 0–0      | 2–3      | 3–1      | 12–1     | 7–1   | 6–3      | 3–1      | 4–2      | 4–1   | 7–2      | 0–0      | 0–1      | 0–0  | 0–0      | 0–0      | 2–1      | 0–0  | 50–17 75%  | 50–17 75%  |
| Carpet W–L            | 0–1      | 4–2      | 2–6      | 5–5      | 9–4   | 10–7     | 11–4     | 12–6     | 1–4   | 4–4      | 5–3      | 1–1      | 0–0  | 0–1      | 0–0      | 1–1      | 0–3  | 65–52 56%  | 65–52 56%  |
| Overall W–L           | 1–4      | 13–12    | 61–18    | 82–11    | 54–14 | 69–21    | 54–13    | 71–18    | 53–11 | 34–18    | 22–14    | 9–10     | 0–0  | 3–7      | 17–20    | 21–20    | 7–11 | 571–222    | 571–222    |
| Win (%)               | 20%      | 52%      | 77%      | 88%      | 79%   | 77%      | 81%      | 80%      | 83%   | 65%      | 61%      | 47%      | –    | 30%      | 46%      | 51%      | 39%  | 72%        | 72%        |
| Rank. fin de año      | 283      | 69       | 7        | 4        | 4     | 3        | 3        | 3        | 1     | 12       | 41       | 157      | 1094 | 328      | 127      | 46       | 197  |            |            |